# Андрей Романов
Андрей Романов Цветанов е български политик, краевед и обществен деец, и един от най-успешните плевенски кметове. Той е бил начело на град Плевен в периода 1971 – 79 г. Името му ще остане в историята на града със строителството на Панорама „Плевенска епопея 1877 г.“, алея „Скобелев“, централната градска част заедно с Водната каскада и фонтаните, подготовката и изграждането на уникалната със своята архитектура Художествена галерия „Илия Бешков“.

## Биография
Роден е на 30 ноември 1926 г. в с. Славовица, Плевенско. Завършва основно образование в родното си село, а средно в Плевенската Мъжка гимназия. През 1967 г. завършва Академията за обществени науки и социално управление със специалност „Икономист“.
От 1950 г. до 1954 г. е първи секретар на ОК на ДКМС.
От 1952 г. е завеждащ отдел и секретар по организационните въпроси в ОК на ДСНМ. През 1955 – 1959 г. е завеждащ отдел в ГК на БКП – Плевен. В периода 1959 – 1962 е председател на ТКЗС с. Славовица. От 1962 г. до 1964 г. е инструктор в ОК на БКП, след което от 1964 до 1966 г. е председател на ОС за БСФС в Плевен; от 1966 г. е председател на ОС на БПС в Плевен, от 1967 г. до 1971 г. – секретар на ГК на БКП в града.
В продължение на 8 години от 1971 до 1979 година Андрей Романов е кмет на Плевен. Периодът съвпада с изпълнението на мащабна строителна програма по случай 100-годишнината от освобождението на града от турско робство. Към стотиците паметници в памет на загиналите воини се прибавят нови знаци на признателност, най-значим и внушителен от които е Панорама „Плевенска епопея 1877 г.“ В този период са построени над 13 хиляди апартамента и много детски градини.
От 1979 г. до 1987 г. е председател на ОНС на Община Долна Митрополия, след което се пенсионира.
След пенсионирането си през 1987 г. става председател (на обществени начала) на Комитет за възстановяване на парк „Кайлъка“ за период от 4 години, а след това председател на Движението на ветераните в България (4 години).
Андрей Романов сключва брак на 31 декември 1952 г., със съпругата си Пенка имат двама сина – Веселин и Красимир.
Починал на 7 февруари 2023 г. в гр. Плевен на 96 годишна възраст след кратко боледуване.

## Отличия
Награждаван е с ордени: сребърен „Орден на труда“, „Червено знаме на труда“, „Девети септември“ I степен и орден „Народна република България“ III степен.
С решение № 608 на ОбС – Долна Митрополия (Протокол № 38/ 30.11. 2006 г.) за значителни постижения и съществен принос за развитието на община Долна Митрополия, Андрей Романов е удостоен със званието „Почетен гражданин на община Долна Митрополия"
С решение № 1026 на Общинския съвет – Плевен (Протокол № 42 от 24 апр. 2014 г.) Андрей Романов е удостоен със званието „Почетен гражданин на Плевен“.

## Творчество
Съвместно с Тодор Илиев написват книгата „Славовица през вековете“, отпечатана през 2005 г. Книга, събрала не само типичната за този тип издание информация, а интригуваща с любопитни факти, богат снимков материал, автентичен фолклор. Втората му книга „Време на мечти, време на дела“, излязла от печат през 2007 г., е автобиографична. Творбата е уникална по своята същност заради факта, че представя едни от най-интензивните години в историята на града. За разликата от обичайната мемоарна литература, авторът представя на страниците на книгата си не само личните си спомени, но и прави задълбочен преглед на сътвореното в нашия град и региона от Девети септември 1944 г до днес. Това е времето, в което се изграждат над 50 крупни промишлени предприятия, работят научни институти, построени са Панорама „Плевенска епопея 1877 – 1878 г„ Историческия музей, галерия „Дарение на Светлин Русев“, паметници на признателност, Водната каскада, парк „Кайлъка.